# 자마시
자마시(일본어: 座間市)는 일본 가나가와현 중앙부에 있는 시이다. 주일 미군 기지인 캠프 자마가 있는 곳이다.

## 지리
가나가와현 중앙부에 위치하고 일부의 구릉 지대를 제외하고는 대부분 평평하다. 사가미강, 메쿠시리강, 하토강이 시내를 통과해 흐른다. 북쪽으로 사가미하라시, 동쪽으로 야마토시, 서쪽으로 아쓰기시, 남쪽으로 에비나시와 접한다.

## 역사
메이지 유신 이후 오늘날의 자마 지역은 고자군의 5개 촌으로 이루어져 있었다. 1927년 오다큐 전철 개통과 1935년 사가미 철도 개통으로 개발이 시작되었으나 1937년에 일본 육군사관학교가 자마로 이전해올 때까지는 여전히 시골이었다. 인구 증가로 같은 해 자마촌은 정으로 승격하였고 1941년에 주변 촌을 병합하여 사가미하라정을 이루었다. 1944년에는 이 지역에 일본 제국 해군의 고자 해군공창이 세워졌다. 2차 대전이 끝난 후에 일본 육군사관학교 부지는 미국 육군으로 넘어갔고 캠프 자마가 되었다.
1948년 9월에 자마는 사가미하라에서 정으로 독립했다. 지역 경제는 1965년에 닛산 자동차의 조립 공장 건설로 현저하게 부양되었다. 자마는 1971년 11월 1일에 시가 되었다.

## 교통

### 철도
- 오다큐 전철 오다와라선
- 동일본 여객철도 사가미선

### 도로
- 국도 246호선

## 인구
| 연도 | 인구    | ±%      |
| ---- | ------- | ------- |
| 1950 | 11,810  | —       |
| 1960 | 15,402  | +30.4%  |
| 1970 | 56,727  | +268.3% |
| 1980 | 93,503  | +64.8%  |
| 1990 | 112,102 | +19.9%  |
| 2000 | 125,694 | +12.1%  |
| 2010 | 129,436 | +3.0%   |
| 2020 | 132,325 | +2.2%   |